# محمود الحفناوي
محمود الحنفاوي (3 مارس 1954 - 31 يوليو 2014) ممثل مصري، بدأ العمل الفني منذ منتصف السبعينات وقدّم عدد كبير من الأعمال في التلفزيون والمسرح والسينما في فترة السبعينيات حتى عام 2014 توفي في عام 31 يوليو 2014.

## أعماله الفنية
له العديد من الأعمال ما يزيد عن المئة سواء مسلسل أو المسرح أو سيتم كوم أو فيلم أو سهرة تلفزيونية.
- ولاد السيدة 2015 - مسلسل
- فندق 8 حريم 2014 - ميني سيت كوم
- زمن أبو الدهب 2014 - فيلم
- ونيس والعباد وأحوال البلاد (ج8) 2013 - مسلسل
- أهل الهوى 2013 - مسلسل
- باب الخلق 2012 - مسلسل
- البحر والعطشانة 2012 - مسلسل
- فندق رايق 2012 - مسلسل
- جحا وحماره 2012 - مسرحية
- على فين يا بلد 2012 - مسرحية
- أم الصابرين 2012 - مسلسل
- مكتوب على الجبين2011 - مسلسل
- مسيو رمضان مبروك أبو العلمين حمودة 2011 - مسلسل
- الدالي (ج3) 2011 - مسلسل
- سامحني يا زمن 2010 - مسلسل(موسى)
- الفوريجي 2010 - مسلسل
- اغتيال شمس 2010 - مسلسل
- راجل وست ستات (ج7) 2010 - سيت كوم
- الجماعة 2010 - مسلسل
- بيت الباشا 2010 - مسلسل
- ونيس وأيامه (ج7) 2010 - مسلسل
- زيزو 2009 900- سيت كوم
- ياسين في مستشفي المجانين 2009 - سيت كوم
- لو كنت ناسي 2009 - مسلسل
- المصراوية (ج2): في الريف والبنادر 2009 - مسلسل
- حقي برقبتي 2009 - مسلسل
- أولاد الحلال 2009 - مسلسل
- الهاي سكول 2008 - مسلسل
- معكم على الهواء هايم عبد الدايم 2008 - مسلسل
- علي مبارك 2008 - مسلسل
- العارف بالله الإمام عبد الحليم محمود 2008 - مسلسل
- امرأة في شق الثعبان2007 - مسلسل
- حاسبوا منه2007 - مسلسل
- المصراوية (ج1): الفجر في بشنين2007 - مسلسل
- دنيا 2007 - مسلسل
- الإمام الشافعي2007 - مسلسل
- قضية رأي عام 2007 - مسلسل
- رجل وإمراتان 2006 - مسلسل
- اللي اختشوا ماتو 2006 - مسلسل
- الإمام المراغي 2006 - مسلسل
- أذكى غبي في العالم 2006 - مسلسل
- المنصورية 2005 - مسلسل
- طعمية بالكافيار 2005 - سيت كوم
- للثروة حسابات أخرى 2005 - مسلسل
- الإمام النسائي 2004 - مسلسل
- أوراق مصرية (ج3) 2004 - مسلسل
- عباس الأبيض في اليوم الأسود 2004 - مسلسل
- أولاد الأكابر 2003 - مسلسل
- اختطاف 2003 - مسلسل
- 9 شارع السلام 2003 - مسلسل
- العصيان (ج2) 2003 - مسلسل
- إمام الدعاة 2003 - مسلسل
- رجل على الحافة 2002 - مسلسل
- العصيان (ج1) 2002 - مسلسل
- سيف اليقين 2002 - مسلسل
- البحار مندي 2002 - مسلسل
- رواة الحديث الشريف: ابن ماجة ... القزويني 2000 - مسلسل
- قط وفار فايف ستار 2000 - مسلسل
- الجاني مين 2000 - مسلسل
- حارة برجوان 1999 - مسلسل
- حكيم روحاني حضرتك 1999 - مسلسل
- حب تحت الحراسة 1998 - مسلسل
- هوانم جاردن سيتي (ج1) 1997 - مسلسل
- ذو النون المصري 1997 - مسلسل
- عوضين وإمبراطورية عين1997 - مسلسل
- واحد لمون والتاني مجنون 1996 - مسرحية
- السلاحف 1996 - فيلم (برهام)
- الحفار 1996 - مسلسل (عازر حنا من الصواريخ)
- حكايات مجنونة 1995 - مسلسل
- الزيني بركات 1995 - مسلسل
- السقوط في بئر سبع 1994 - مسلسل(سليمان)
- سعدية ورايا ورايا 1994 - مسرحية(محمود)
- سر الأرض 1994 - مسلسل
- لا 1994 - مسلسل
- اللعب على المكشوف 1993 - فيلم
- غراميات سايس 1993 - فيلم (خادم شوشو)
- لصوص خمس نجوم 1993 - فيلم
- اليتيم والذئاب (فيلم) 1993
- اللعب مع الأشرار 1993 - فيلم(سلوع القهوجي)
- رجال بلا ثمن 1993 - فيلم

• غزو الأرانب 1992 - فيلم
- الشقي 1992 - فيلم
- ابن الجبل 1992 - فيلم
- الراقصة والحانوتي 1992 - فيلم
- سحور على مائدة أشعب1991 - مسلسل(ضيف مائدة أشعب)
- البخيل وأنا 1991 - مسلسل(أحد زملاء لطفي)
- الحب والرعب 1991 - فيلم (صاحب حسني وجاب الجريدة له)
- الكلابشات1991 - فيلم (البواب)
- رأفت الهجان (ج2) 1990 - مسلسل
- عائلة الأستاذ شلش 1990 - مسلسل(زميل هشام بالكلية)
- انا وحماتي والزمن 1990 - فيلم
- رحلة فطوطة السحرية 1989 - مسلسل
- عائلة مشاغبة جدًا 1989 - فيلم(سامح)
- زيارة خاصة جدا 1989 - مسرحية
- أحلام العبيط 1989 - فيلم
- الكهف و الوهم والحب 1989 - مسلسل
- الأسطى المدير 1988 - فيلم
- الزلزال 1988 - مسرحية
- الزوجة أول من يعلم 1987 - مسلسل
- الزنكلوني 1987 - مسلسل
- نوارة والوحش1987 - فيلم (سامي)
- كل شيء قبل أن ينتهي العمر 1987 - فيلم
- الطعنة 1987 - فيلم (شريف)
- الداهية 1986 - فيلم (عزيز)
- الجراد والأرض 1986 - مسلسل
- دخان بلا نار 1986 - فيلم
- محمد رسول الله (ج5) 1985 - مسلسل
- البحث عن السعادة 1985 - مسلسل
- وأدرك شهريار الصباح 1985 - مسلسل (سراج عامل المطبعة)
- إلى من يهمه الأمر 1985 - فيلم
- محمد رسول الله (ج4) 1984 - مسلسل
- نقولك ولا تزعلش 1984 - فيلم
- غداَ تتفتح الزهور 1984 - مسلسل
- صابر يا عم صابر 1984 - مسلسل
- أنا لا أكذب ولكني أتجمل1981 - فيلم (أمين مكتبة الجامعة)
- قهوة المواردي 1981 - فيلم
- فتوات بولاق1981 - فيلم
- الإمام مالك 1980 - مسلسل
- دموع في عيون وقحة 1980 - مسلسل
- الحلوة 1980 - مسلسل
- لا يا أمي 1979 - فيلم
- خطة بعيدة المدى 0 - فيلم
- نور النبوة 0 - سهرة تليفزيونية
- زيارة بعد نص الليل0 - مسرحية
- كده لا كده آه 0 - سهرة تليفزيونية
- حلاّل المشاكل0 - سهرة تليفزيونية
- الكوماندا 0 - مسرحية
- الرحمة المُهداة 0 - سهرة تليفزيونية
- الطير المهاجر 0 - مسلسل
- البريمو 0 - مسلسل
- يوميات نجاتي المسحراتي 0 - مسلسل
- بختك يا بوبخيت 0 - مسرحية
- إحنا اللي خطفناها 0 - مسرحية
- المتشردة 0 - مسرحية
- من دعاة الخير 0 - مسلسل
- جحا يحكم المدينة 0 - مسرحية(العسكري)
- عفوا هذا حقي 0 - مسلسل
- الضمير 0 - مسلسل
- اليوم المشهود 0 - فيلم

## استشهادات
1. ↑  "وفاة الفنان الكوميدي المصري محمود الحفناوي". الشرق. 1 أغسطس 2014. مؤرشف من الأصل في 2020-06-27. اطلع عليه بتاريخ 2020-06-27.